# VAT1L
VAT1L‏ (Vesicle amine transport 1 like) هوَ بروتين يُشَفر بواسطة جين VAT1L في الإنسان.